# Theodore Charles Hilgard
Theodore Charles Hilgard (28 de febrero de 1828 - 5 de marzo de 1873) fue un médico, micólogo, y botánico estadounidense, de la segunda mitad del siglo XIX.
Sus padres migraron a EE. UU. en 1835.

## Algunas publicaciones
- 1872. The Fresh-water Algae as the Spawns of Mosses. Ed. Joseph Lovering, 	33 pp.
- 1871. Infusorial Circuit of Generations, vols. 1-2, 185 pp.
- 1854. Plantæ Heermannianæ: Descriptions of New Plants, Collected in South California by A.L. Heermann : with Remarks on Other Plants Heretofore Described and Belonging to the Same Collection. Con Elias Durand, Adolphus L. Heermann, 10 pp.

## Eponimia
Especies (5)
- (Onagraceae) Camissonia hilgardii (Greene) P.H.Raven[3]